# Parròquia de Hanover
La Parròquia de Hannover és una de les catorze parròquies que formen l'organització territorial de Jamaica, es localitza dins el comtat de Cornwall.

## Demografia
La superfície d'aquesta divisió administrativa abasta una extensió de territori d'uns 450,4 quilòmetres quadrats. La població d'aquesta parròquia es troba composta per un total de seixanta-vuit mil persones (segons les xifres del cens dut a terme l'any 2001). Mentre que la seva densitat de població és d'uns 150 habitants per cada quilòmetre quadrat aproximadament.

## Geografia
La ciutat capital, Lucea, està situada a: latitud 18° 25′ N, longitud 78° 08′ O. La parròquia té un terreny muntanyós, amb la costa marcada per cales i badies. Hannover té una superfície de 450,4 km². El punt més alt a la parròquia és Dolphin's Head, que serveix com un punt de referència per als vaixells al mar. La parròquia compta amb tres petites cascades, diverses cales al llarg de la seva costa i coves de grans dimensions. Al centre de Lucea hi ha una torre, que tot i que es va instal·lar el 1817, continua sent plenament funcional.